# Mordellistena madecassa atropyga
Mordellistena madecassa atropyga es una subespecie de coleóptero de la familia Mordellidae.

## Distribución geográfica
Habita en Madagascar.